# エミリー・グリーン・ボルチ
エミリー・グリーン・ボルチ（Emily Greene Balch、1867年1月8日 - 1961年1月9日）は、アメリカ合衆国の経済学者、平和運動家で、ジョン・モットとともに1946年のノーベル平和賞を受賞した。世界で最も古い女性平和団体である婦人国際平和自由連盟（WILPF）を設立したことで知られる。

## 生涯
マサチューセッツ州ボストン近郊で裕福な家庭に生まれ、ブリンマー大学を首席で卒業した。卒業後もヨーロッパとアメリカで社会学と経済学の研究を続け、1896年にはウェルズリー大学に再入学して1913年に社会学と経済学の博士号を取得した。
第一次世界大戦中は、彼女はアメリカの参戦に反対する運動に参加した。この平和主義の運動によりウェルズリー大学を追われると、彼女はリベラルな思想で有名なThe Nation誌の編集者やWILPFの秘書、国際連盟の職員として生計を立てた。
ボルチは1921年にユニテリアン主義からクエーカーに改宗した。彼女は生涯一度も結婚せず、94歳の誕生日を迎えた翌日にマサチューセッツ州のケンブリッジで死去した。